# Acanthocarpus parviflorus
Acanthocarpus parviflorus är en sparrisväxtart som beskrevs av Alexander Segger George. Acanthocarpus parviflorus ingår i släktet Acanthocarpus och familjen sparrisväxter. Inga underarter finns listade i Catalogue of Life.